# Alain Vasseur
Alain Vasseur (Cappelle-la-Grande, 1 d'abril de 1948) va ser un ciclista francès, que fou professional entre 1969 i 1974. El seu principal èxit esportiu fou una victòria d'etapa al Tour de França de 1970.
És germà de Sylvain Vasseur, i pare de Cédric Vasseur i Loïc Vasseur, tots ciclistes.

## Palmarès
- 1968
  - 1r a la París-Roubaix sub-23
  - Vencedor de 2 etapes del Tour de l'Avenir
- 1969
  - 1r als Quatre dies de Dunkerque
  - 1r al GP Menton
  - Vencedor d'una etapa del Tour del Nord
- 1970
  - Vencedor d'una etapa del Tour de França
- 1972
  - Vencedor d'una etapa de l'Etoile des Espoirs

### Resultats al Tour de França
- 1970. 40è de la classificació general. Vencedor d'una etapa
- 1971. 65è de la classificació general
- 1974. 81è de la classificació general